# À la frontière
Pour plus de détails, voir Fiche technique et Distribution.
À la frontière (A Fight for Love) est un film muet américain réalisé par John Ford, sorti en 1919.

## Synopsis
« Un prêtre, lié par le secret de la confession, ne peut innocenter du meurtre d'un Indien un homme pourchassé par la Police montée. »

## Fiche technique
- Titre original : A Fight for Love
- Titre français : À la frontière
- Réalisation : John Ford
- Scénario : Eugene B. Lewis
- Photographie : Ben F. Reynolds
- Société de production : Universal Film Manufacturing Company
- Société de distribution : Universal Film Manufacturing Company
- Pays de production :  États-Unis
- Langue : anglais
- Format : Noir et blanc  — 35 mm — 1,37:1 — Film muet
- Genre : Western
- Durée : 60 minutes (6 bobines[1])
- Date de sortie : 
  - États-Unis : 24 mars 1919

## Distribution
- Harry Carey : Cheyenne Harry
- Neva Gerber : Kate Mc Dougal
- Joe Harris : Blach Michael
- Mark Fenton : Angus McDougal
- J. Farrell MacDonald : le prêtre
- Princess Neola May : l'indienne
- Chief Big Tree

## Autour du film
- À la frontière fait partie de la série de films (tournés entre 1917 et 1919) mis en scène par John Ford et interprétés par Harry Carey, dans lesquels l'acteur joue souvent le rôle du cow-boy « Cheyenne Harry ».
- Le principal rôle féminin est interprété par Neva Gerber, une des partenaires attitrées[2] de Carey dans les films de Ford, de même que J. Farrell MacDonald (le prêtre). Ford dirige pour la première fois[2] l'acteur indien Chief Big Tree - ils participeront ensemble à quatre autres westerns.
- Le tournage a eu lieu près des montagnes de San Bernardino et de la vallée de Big Bear en Californie[2].
- Le film est maintenant considéré comme perdu, selon Silent Era.